# Ophiarthrum lymani
Ophiarthrum lymani is een slangster uit de familie Ophiocomidae.
De wetenschappelijke naam van de soort werd in 1893 gepubliceerd door Perceval de Loriol.